# حدوة الحصان الحدائقية
حدوة الحصان الحدائقية (باللاتينية: Hippocrepis emerus) نوع نباتي يتبع جنس حدوة الحصان من الفصيلة البقولية.

## الموئل والانتشار
موطن هذا النوع في بلاد الشام والمغرب العربي وقبرص وتركيا والقوقاز ومعظم مناطق أوروبا.

## مرادفات للاسم العلمي
- الإكيليل البيقي (باللاتينية: Coronilla emerus L.)